# Акварола (Салерно)
Акварола (итал. Acquarola) је насеље у Италији у округу Салерно, региону Кампанија.
Према процени из 2011. у насељу је живело 677 становника. Насеље се налази на надморској висини од 170 м.